# Лангенегг
Лангенегг (нім. Langenegg) — містечко та громада округу Брегенц в землі Форарльберг, Австрія. Лангенегг лежить на висоті 700 м над рівнем моря і займає площу 10,47 км². Громада налічує 1066 мешканців. Густота населення 102/км².  
Громада лежить в районі, який носить назву Брегенцький ліс. Неподалік розкинулося Боденське озеро. Населення Форальбергу розмовляє алеманським діалектом німецької мови, а тому ближче до швейцарців, ніж до населення більшої частини Австрії, яке розмовляє баварсько-австрійським діалектом. Основною індустрією Форальбергу є спортивний туризм, і кожен населений пункт має розвинуту інфраструктуру: транспорт, готелі тощо. 
|                                    |
| Лангенегг на мапі округу та землі. |

Бургомістом міста є Георг Мосбруггер(seit 3. Oktober 2006 Адреса управління громади: Bach 127, 6941 Langenegg. 

## Демографія
Історична динаміка населення міста за даними сайту Statistik Austria